# ثورة في أستورياس
هي مسرحية كتبها البير كامو بالتعاون مع ثلاث زملاء من Théâtre du Travail في الجزائر عام 1936 , لم تعرض المسرحية او النص بسبب الرقابة .

## لخلفية التاريخية
- تتمحور حول انتفاض عمال المناجم في  أستورياس اكتوبر 1934, والتي اسفرت عن قتل بين 1500-2000 (مدني وعسكري) ويعتبر حدث مفجع وكارثي في اسبانية .
- الثورة بدأت في مولّر وميريس ليلة 5/6 أكتوبر 1934، ثم توسعت إلى أوفييدو قبل أن تُخمد بالقوة العسكرية خلال منتصف أكتوبر .

## محتوى المسرحية
محتويات المسرحية 
- تصوير الحياة اليومية في أوفييدو
- تولي العمال السيطرة ومحاكمة الخصوم
- المواجهة الحربية بين العمال والجيش وندلاع الثورة

## الأهمية الأدبية والسياسية
تعد أول عمل مسرحي لألبير كامو، قبل أعماله الشهيرة مثل كاليغولا أو العادلون ,لا تركز فقط على التمرد والتغير بل الروح الثورية التي .